# Phaeomegaceros hirticalyx
Phaeomegaceros hirticalyx là một loài rêu trong họ Dendrocerotaceae. Loài này được R.J.Duff, J.C.Villarreal, Cargill & Renzaglia mô tả khoa học đầu tiên năm 2007.